# BMD-2步兵战车
BMD-2伞兵战车 (俄语：Боевая Машина Десантная－2 简称БМД—2）是前苏联于1985年代研发，1988年正式装备前苏联空降军的一款水陸兩棲與空降戰車。是BMD系列伞兵战车的第二款战车。其底盘，舱室布置，发动机功率，悬挂方式和BMD-1完全一样。 但是装备了与BMP-2步兵战车一样的炮塔。因此被戏称为“BMD-2等于BMD-1的底盘加上BMP-2的炮塔”。

## 研发和装备背景
在BMD-1伞兵战车的火力严重不足，因此，苏联很快便立项，对BMD-1伞兵战车的这个弱点进行新伞兵战车的开发。 这款伞兵战车被称为BMD-2。BMD-2伞兵战车在1988年正式亮相。 1989年批装备前苏联空降军，并有部分出口到其他国家。

## 车体特征
和BMD-1完全相同。车体前部为驾驶室，驾驶员位于车体中央。中部为战斗室，炮塔位于车体中部靠前，为单人炮塔。后部为载员室，再后是动力舱。不设后门，载员只能从载员室的上方出入。

## 武器系统
主要武器为一门2A42型30毫米机炮，双向稳定（可行进间开火）高平两用，可360度旋转，高低射界为－5～＋75度。可选择200，300，500发每分的射速。主炮上方装有一具 9K111低音管(北約代號:AT-4)（后期型号装备AT-5）反坦克导弹发射器。 射程500～4000m。
辅助武器为1挺PKT型7.62mm并列机枪，备弹2980发。1挺PKT 7.62mm航向机枪，备弹2,980发。载员舱侧面开有射击孔，载员可在车内向外以轻武器射击。

## 动力/悬挂系统
和BMD-1完全相同。装备6缸水冷柴油机，最大功率240马力。手动式机械变速箱有5个前进档和1个倒档。悬挂装置为独立式液气弹簧悬挂装置，在车底距地面100～450mm范围内可调。每侧有5个负重轮和4个托带轮，诱导轮在前，主动轮在后。
具备两栖行进能力，车体尾部有两个喷水推进器，车前有防浪板。由于车辆全重比起BMD-1增加，仍使用相同引擎，因此整车单位功率下降，最大陆上速度也因此下降了10公里每小时。但因擴大油箱最大續航力比前代上升。

## 空投技术
和BMD-1完全相同，以安-12运输机可运2辆，伊尔-76可运3辆，安-22可运4辆，米-6直升机可吊挂1辆。
利用辅助喷气式伞降系统实施空降。 空降过程如下：
- 平台：将BMD-1开至制定平台，固定炮塔，安装辅助喷气式伞降系统。
- 运输：运输机飞至制定空域和制定高度
- 投放：引导伞打开，将整车带平台拖出运输机。
- 下降：稳定伞先以50～60m/s的下降速度工作，到规定高度时，面积达1000m^2的主降落伞打开，将速度减低至20m/s。
- 减速：专用传感器打开，在接触地面的瞬间引发雷管，点燃喷气发动机的发射药，在几十分之一秒的时间产生约20tonne的反推力，进行缓冲。
- 落地：喷气发动机燃料用尽，车体和平台落地。 落地后，摘去主降落伞，发动战车开出平台。即可作战。

注：只有车长和驾驶员随车空降，炮长和载员自行跳伞，落地后通过电台，步话机等方式“找车”。

## 成员/载员
和BMD-1 相同，2名成员（驾驶员，车长兼任炮长）＋ 5名载员（伞兵班长，2人火箭筒组和机枪手）。但极端条件下载员舱可容纳6名步枪手。其中驾驶员位于车体前部中央，上方有舱盖。车长位于驾驶员左侧稍后位置。一名载员机枪手位于驾驶员右侧稍后位置，和车长对称。炮长位于单人炮塔内部左侧。
作战时，驾驶员驾车，车长统筹指挥，炮长负责以火炮/并列机枪射击以及控制和发射反坦克导弹。其他载员可利用载员舱的射孔向外射击。

## 装甲/防御
为钢装甲全焊接结构，车体装甲15mm，炮塔装甲23mm。可防御7.62mm轻武器直接射击以及炮弹破片攻击。
但有资料称为铝合金装甲全焊接结构。有三防装置。

## 观瞄设备
和BMD-1相同，车长，驾驶员和炮长配有潜望镜。 其中炮长配1具单目式昼夜潜望镜，昼间放大倍率为6倍，时场15度。夜间为微光方式，放大6.7倍，视距400m，月光条件好的情况下可达900m。

## 装备情况
总装备数不详，主要装备前苏联军队，今俄罗斯军队和独联体国家军队。
在80年代前，一个苏军伞兵师约有330辆伞兵战车（含变形车和BMD-2， BMD-3），3个空降团各109辆，其中伞兵战车90辆，BMD-K指挥车10辆，BTR-D装甲输送车9辆。

## 衍生型號
暂无，BMD系列的衍生型全是由BMD-1发展而来，与BMD-2无关。也有文章和资料将BMD-2作为BMD-1的衍生型，而非一款独立的伞兵战车。

## 其他
该车虽然與BMP-2步兵战车使用相同武裝，但该炮塔是BMD專用。BMP-2是双人炮塔，而BMD-2僅為单人炮塔。其他不同的细微之处也很多。该车的武器配备使其能和主战坦克作战，并非仅仅是一款步兵战车。